# 朴洸瑥
朴洸瑥（：／ Park Kwang-on；1957年4月25日—），大韓民國文化廣播公司播音員出身的自由派政治人物。

## 生涯
朴洸瑥出生於全羅南道海南郡，擁有高麗大學社會學學士學位，以及東國大學傳播科學碩士學位。